# Aufsichtspflichtverletzung (OWiG)
Eine Verletzung der Aufsichtspflicht in Betrieben und Unternehmen kann nach in Deutschland nach § 130 Gesetz über Ordnungswidrigkeiten (OWiG) mit Geldbuße geahndet werden.
Dagegen löst eine Verletzung der Aufsichtspflicht gegenüber Minderjährigen zwar im Zivilrecht Schadensersatzansprüche geschädigter Dritter aus (§ 832 BGB), kann aber nicht mit einer Geldbuße geahndet werden.
Wer als Inhaber eines Betriebes oder Unternehmens notwendige Aufsichtsmaßnahmen zur Verhinderung der Zuwiderhandlung gegen betriebsbezogene Pflichten des Inhabers nicht oder nicht ausreichend trifft, handelt ordnungswidrig, wenn eine ausreichende Aufsicht die Zuwiderhandlungen verhindert oder wesentlich erschwert hätte. Ist die Aufsicht auf andere Betriebsangehörige delegiert, so ist deren sorgfältige Auswahl und Überwachung, Pflicht der Betriebsinhabers. Dies gilt auch für öffentliche Unternehmen. Ist der Betriebsinhaber eine juristische Person oder eine rechtsfähige Personenvereinigung, wird das ahndungsbegründende persönliche Tätermerkmal „Inhaber“ gemäß § 9 OWiG auf z. B. das vertretungsberechtigte Organ oder den vertretungsberechtigten Gesellschafter übertragen, der dadurch selbst zum tauglichen Täter wird, obwohl er nicht der Betriebs- oder Unternehmensinhaber ist.
Vereinfacht gesagt kann gegen den Inhaber oder Geschäftsführer eines Betriebes oder Unternehmens ein Bußgeld verhängt werden, wenn er seiner Aufsichtspflicht nicht nachgekommen ist. Hinzukommen muss allerdings, dass – begünstigt durch die mangelhafte Betriebsorganisation – ein für das Unternehmen Tätiger (z. B. Mitarbeiter, Leiharbeitnehmer, Auftragnehmer) durch Verletzung von Pflichten, die dem Inhaber obliegen, rechtswidrig den Tatbestand einer Ordnungswidrigkeit oder einer Straftat erfüllt hat (objektive Ahnbarkeitsbedingung).

## Rechtsentwicklung
Die Vorschrift geht zurück auf § 188 der preußischen Gewerbeordnung von 1845, welcher in § 151 der Gewerbeordnung des Norddeutschen Bund bzw. Deutschen Reichs übernommen wurde. Modifiziert kam sie 1968 ins OWiG (bis 1974 § 33, seit 1975 § 130).

## Sinn der Vorschrift
Der Sinn der Vorschrift ist es, Zuwiderhandlungen, die von Betriebsangehörigen im Rahmen ihrer Pflichtausübung begangen wurden, so zu ahnden, dass es den Nutznießer aus diesen Zuwiderhandlungen trifft. Sie wird insbesondere in der Diskussion über Compliance immer wieder angeführt. Meist ist in großen Organisationen nicht mehr nachzuvollziehen, wer genau die Zuwiderhandlung begangen hat. Auch ist oft der angerichtete Schaden im Vergleich zur wirtschaftlichen Leistungsfähigkeit des Täters enorm hoch. Hier hat der Gesetzgeber die Möglichkeit geschaffen, den wirtschaftlich leistungsfähigen Nutznießer der Ordnungswidrigkeiten zu bebußen und das Erlangte über ein Bußgeld abzuschöpfen. Auf diese Weise werden Fallkonstellationen verhindert, die sonst eine sinnvolle Bebußung unmöglich machen würden. Dies wäre zum Beispiel der Fall, wenn ein Unternehmensinhaber einen Zollsachbearbeiter anweist, unrichtige Angaben zu machen, durch die die Firma Zoll in enormer Höhe hinterzieht: Der monatliche Verdienst des Zollsachbearbeiters wäre so gering, dass eine an der Höhe des Schadens ausgerichtete Geldbuße von diesem niemals würde gezahlt werden können und somit eine unbillige Härte darstellen würde.
Daraus folgt, dass § 130 OWiG einen sog. Auffangtatbestand darstellt, der nur dann zur Anwendung kommt, wenn der Betriebsinhaber nicht bereits als Beteiligter der Bezugstat (ordnungswidrige oder strafbare Zuwiderhandlung gegen betriebsbezogene Pflichten) belangt werden kann.

## Bußgeldrahmen
Der Bußgeldrahmen ergibt sich aus § 130 Abs. 3 OWiG und beträgt bei vorsätzlichen Straftaten i. V. m. § 30 OWiG bis zu 10 Mio. Euro, bei fahrlässigen Straftaten bis zu 5 Mio. Euro, sonst ist der Bußgeldrahmen durch den (i. V. m. § 30 OWiG 10-fachen) Bußgeldrahmen der begangenen Ordnungswidrigkeit begrenzt. Werden sowohl Ordnungswidrigkeiten, als auch Straftaten durch die Aufsichtspflichtverletzung ermöglicht, so bestimmt sich der Bußgeldrahmen durch die Straftat, es sei denn, der Bußgeldrahmen der Ordnungswidrigkeit ist höher. Bei fahrlässiger Aufsichtspflichtverletzung halbiert sich der Bußgeldrahmen nach § 17 Abs. 2 OWiG.

## Rechtsgebiet
Es handelt sich bei der Aufsichtspflichtverletzung immer um Ordnungswidrigkeitenrecht, auch wenn die zugrunde liegende Tat eine Straftat war.
Die Pflicht der Betriebsinhaber, die erforderlichen Aufsichtsmaßnahmen zu ergreifen, um Zuwiderhandlungen im Betrieb zu verhindern, ist nicht gesondert gesetzlich normiert. Sie ergibt sich aus der garantenartigen Stellung des Betriebsinhabers, der für die Vorgänge in seinem Betrieb verantwortlich ist. Obwohl sich viele straf- und bußgeldrechtliche Normen nur an den Inhaber eines Betriebes als Normadressaten richten, ist dieser meist faktisch nicht in der Lage alle diese Anforderungen persönlich zu erfüllen. Dies überträgt er Mitarbeitern. Aus dieser Konstellation ergibt sich die Garantenstellung des Betriebsinhabers. Er überträgt seine Pflichten auf Dritte und muss somit deren Handeln so lenken und kontrollieren, dass die Einhaltung seiner Verpflichtungen gewährleistet ist.
Der § 130 OWiG ist somit eine Präventivnorm, die die Begehung von Zuwiderhandlungen im Rahmen betriebsbezogener Pflichten zu verhindern sucht und gemeinsam mit den §§ 9 und 30 OWiG eine wirksame Bekämpfung von rechtswidrigen Handlungen in wirtschaftlichen Betrieben ermöglicht.
Das vom § 130 OWiG geschützte Rechtsgut sind die von allen betriebsbezogenen Vorschriften des Straf- und Bußgeldrechtes geschützten Rechtsgüter. Der Schutz wird so vorverlagert, dass bereits konkrete Zuwiderhandlungsgefahren durch Aufsichtsmaßnahmen abzuwenden oder zu beseitigen sind.

## Tatbestandsmerkmale
1. Im Betrieb oder Unternehmen wird eine Zuwiderhandlung gegen Pflichten begangen, die den Inhaber treffen und deren Verletzung mit Strafe oder Geldbuße bedroht ist,
2. der Inhaber hat vorsätzlich oder fahrlässig die ihm obliegende Aufsichtspflicht verletzt und
3. die Zuwiderhandlung wäre bei gehöriger Aufsicht verhindert oder wesentlich erschwert worden.

Der Ort der Begehung der Tat ist dabei irrelevant. Maßgeblich ist alleine die Frage, ob die Zuwiderhandlung in Ausübung einer Tätigkeit für den Betrieb begangen worden ist. Bei außerhalb des Betriebsgeländes begangenen Zuwiderhandlungen ist eine genaue Prüfung, ob dem Betriebsinhaber in dieser Situation die Aufsicht überhaupt möglich war, angezeigt.

## Täterkreis
Der § 130 ist zwar vom Wortlaut her auf den Betriebsinhaber beschränkt, aber über § 9 OWiG können auch alle seine Vertreter belangt werden. Die Person des Betriebsinhabers wird vom § 130 OWiG nicht definiert, sondern als bekannt vorausgesetzt. Es wird also sichergestellt, dass stets die Person angesprochen wird, die in der Lage ist die Einhaltung der Vorschriften im Unternehmen auch durchsetzen zu können. Privatpersonen wie Hauseigentümer, Wohnungsinhaber oder Halter privater Kraftfahrzeuge sind durch die Beschränkung auf den Betrieb explizit ausgenommen. Ähnlich verhält es sich bei einem Eigentümer eines Wohnhauses, der einen Verwalter eingestellt hat. Betroffen sind aber Inhaber von Steuerberater- und Architektenbüros, sowie Inhaber von Anwaltskanzleien. § 130 OWiG ist auch in einem Konzern anwendbar, mit der Folge, dass eine Aufsichtspflicht der Leitungspersonen der Konzernobergesellschaft auch gegenüber der Tochtergesellschaft vorliegen kann, obwohl es sich bei den einzelnen Gesellschaften um juristische Personen mit eigener Rechtspersönlichkeit handelt. Dies ist von den konkreten Umständen des Einzelfalls abhängig, wobei weder auf personelle Verflechtungen, noch auf gesellschaftsrechtliche Beteiligungsverhältnisse, sondern auf die tatsächliche Einflussnahme der Konzernmutter auf die Tochtergesellschaft abzustellen ist. Wenn die tatsächliche Einflussnahme auf die Tochtergesellschaft, deren Willensbildung- und Handlungsfreiheit soweit einschränkt, dass von der Ausübung einer einheitlichen Leitung auszugehen ist, ist die Konzernobergesellschaft (und über § 9 Abs. 1 OWiG deren vertretungsberechtigte Leitungsorgane) als Betriebs- bzw. Unternehmensinhaber i. S. d. § 130 Abs. 1 OWiG anzusehen.
Die Funktion des Betriebsinhabers ist rein sachbezogen und erstreckt sich nicht auf eine bestimmte Person. Die Feststellung welche Person im Unternehmen ihrer Aufsichtspflicht nicht hinreichend nachgekommen ist, ist somit nicht notwendig. Insbesondere bei Organisationsverschulden ist die Bestimmung eines Täter faktisch meist nicht möglich, da ja gerade die nicht vorhandene verbindliche Regelung von Zuständigkeiten ein Kernaspekt diese Verschuldens darstellt. Der Betriebsinhaber ist also bei Aufsichtspflichtverletzungen stets allein verantwortlich, ungeachtet der Tatsache wer im Unternehmen der Täter der Zuwiderhandlung gewesen ist. Wichtig ist nur, dass die Zuwiderhandlung im Rahmen betrieblichen Handelns begangen worden ist.

## Objektiver Tatbestand
Es muss eine Zuwiderhandlung gegen eine den Betriebsinhaber treffende Pflicht vorliegen, deren Verletzung mit Strafe oder Bußgeld bedroht ist. Es muss sich also stets um eine Zuwiderhandlung gegen eine betriebsbezogene Pflicht handeln. Der Betriebsinhaber ist also in einem Lebensmittelbetrieb z. B. für die Einhaltung der lebensmittelrechtlichen Vorschriften durch seine Mitarbeiter verantwortlich, nicht aber für deren Verhalten im Straßenverkehr nach Feierabend. Die Garantenstellung des Betriebsinhabers erstreckt sich nur auf betriebsbezogenes Verhalten der Mitarbeiter. Betriebsbezogen sind die Pflichten, die im Zusammenhang mit dem Wirkungskreis des Betriebes bzw. Unternehmens bestehen und den Inhaber als Normadressaten treffen. Diese Pflichten ergeben sich unmittelbar aus den jeweiligen Gesetzen und können den Betriebsinhaber unter den verschiedensten Gesichtspunkten treffen. Für das Vorliegen der Zuwiderhandlung selbst ist es nicht erforderlich, dass der Geltungsbereich des deutschen Strafrechts im Sinne der §§ 3 ff. StGB eröffnet ist.
Hierunter fallen nicht Pflichten, die Jedermann treffen. Daher fallen Straftaten nur ausnahmsweise unter den § 130 OWiG. Als Beispiele wären der § 352 StGB bei Gebührenüberhebung durch den Mitarbeiter einer Rechtsanwaltskanzlei, der § 290 StGB bei unbefugtem Gebrauch von Pfandsachen durch den Mitarbeiter einer Pfandleihe oder die §§ 222 und 229 StGB bei Inverkehrbringen gefährlicher Konsumgüter durch Mitarbeiter eines Kaufhauses zu nennen. Eine Beschränkung auf solche Sonderdelikte wäre allerdings zu eng. Wenn ein Unternehmer eine mehrfach wegen Betrugs vorbestrafte Person einstellt, ohne sich vorher über diese zu erkundigen und diese Person dann im Rahmen des Geschäftsbetriebes wieder betrügerisch tätig wird, so ist auch dies ein Tatbestand für den § 130 OWiG, da der Unternehmer die gebotene Sorgfaltspflicht bei der Personalauswahl vernachlässigt hat.
Im Betrieb begangene Sittlichkeits-, Tätlichkeits-, Diebstahls-, Beleidigungsdelikte und andere fallen nicht unter den § 130 OWiG, da dem Geschäftsinhaber nicht zugemutet werden kann, über die Mitarbeiter „wie über Pflegebefohlene“ zu wachen.

## Kausalzusammenhang
Zwischen der Aufsichtspflichtverletzung und der Zuwiderhandlung muss ein Kausalzusammenhang bestehen. Eine ausreichende Aufsicht hätte die Zuwiderhandlung also verhindern oder zumindest wesentlich erschweren müssen. Es ist also eine relative enge Verknüpfung zwischen dem Versäumnis des Betriebsinhabers und der Zuwiderhandlung nötig, damit eine Aufsichtspflichtverletzung nach § 130 OWiG bejaht werden kann. Dies steht in engem Zusammenhang mit der Tatsache, dass die vom Betriebsinhaber getroffenen Maßnahmen erforderlich und zumutbar sein müssen. Der Betriebsinhaber muss also auf dem Gebiet auf dem die Zuwiderhandlung begangen wurde seine Aufsichtspflicht vernachlässigt haben. Die Vernachlässigung eines anderen Gebietes ist hierfür unerheblich (Beispiel: ein Mitarbeiter verstößt gegen Vorschriften des Lebensmittelrechtes; der Betriebsinhaber prüft nie die Steueranmeldungen seiner Buchhaltung). Dies ist auch beim sogenannten Auswahlverschulden des Betriebsinhabers bei der Anstellung von Personal. Hier muss der Grund für die Zuwiderhandlung schon in der mangelhaften Auswahl des Mitarbeiters der diese begangen hat begründet sein.
Handelt ein Mitarbeiter böswillig zum Schaden des Betriebsinhabers (Exzesstat) fehlt die Ursächlichkeit, da der Betriebsinhaber ein solches Verhalten nicht durch betriebliche Vorgaben beeinflussen kann.

## Subjektiver Tatbestand
Der Betriebsinhaber muss vorwerfbar notwendige Aufsichtsmaßnahmen unterlassen (der § 130 OWiG ist ein echtes Unterlassungsdelikt) haben. Es ist dem Betriebsinhaber nicht zuzumuten, jede mögliche Zuwiderhandlung vorauszusehen, oder dies zu können. Der Betriebsinhaber hätte also nur bei verständiger Würdigung der Sachverhalte eine Gefahr der Begehung von Zuwiderhandlungen erkennen müssen. Für die Annahme der fahrlässigen Begehung genügt also alleine, dass der Betroffene voraussehen konnte, dass seine Unterlassung von Aufsichtsmaßnahmen die Zuwiderhandlung im konkreten Fall hätte ermöglichen können. Die Zuwiderhandlung muss allerdings zum Kreis der betriebsmöglichen Zuwiderhandlungsgefahren gehören.

## Täterkreis des Ursprungsdeliktes
Die Zuwiderhandlung muss nicht zwingend von einem Betriebsangehörigen begangen werden. Der Handelnde kann auch nur vorübergehend im Betrieb tätig, ein Subunternehmer oder ein Mitarbeiter eines beauftragten anderen Unternehmens sein. Der Handelnde kann sogar ohne Auftragsverhältnis für den Betriebsinhaber tätig sein, es reicht aus, dass er bei der Wahrnehmung von Angelegenheiten des Betriebes eine dem Inhaber obliegende Pflicht verletzt hat. Vor allem muss die Tatsache, dass das Auftragsverhältnis bei mangelnder Möglichkeit zur Kontrolle durch den Betriebsinhaber beendet werden kann, berücksichtigt werden. Ist eine Kontrolle auf Grund der Vertragsgestaltung nicht möglich so liegt schon in der Ausgestaltung eines solchen Vertrages eine Aufsichtspflichtverletzung begründet. Bei Handlungen durch Betriebsfremde Personen bedarf die Prüfung des Kausalzusammenhanges zwischen Aufsichtspflicht und vorwerfbarer Handlung der besonderen Aufmerksamkeit.
Die im Betrieb begangene Zuwiderhandlung muss keine Straftat oder Ordnungswidrigkeit sein, da die Personen, die die Zuwiderhandlung faktisch begehen, oft gar nicht Normadressat der einschlägigen Staf- bzw. Bußgeldnormen sind. Der Normadressat ist meist der Betriebsinhaber und nicht Jedermann. Selbst wenn der Mitarbeiter die Zuwiderhandlung nicht tatbestandsmäßig begehen kann, ist diese trotzdem dem Betriebsinhaber anzurechnen, wenn er der Adressat der Norm ist, gegen die verstoßen wurde. Es genügt also wenn der Handelnde eine mit Strafe oder Bußgeld bedrohte Handlung begeht, auch wenn er selbst dafür nicht bestraft werden könnte. Die Handlung muss nur rechtswidrig, aber nicht zwingend vorwerfbar sein, da es rein auf die Verwirklichung des äußeren Tatbestandes ankommt. Jegliche rechtmäßige Handlung kann schon durch den Wortlaut des § 130 OWiG nicht unter diese Norm fallen („mit Strafe oder Geldbuße bedroht ist“).

## Maß des Verschuldens
Auf das Maß des Verschuldens des Zuwiderhandelndem kommt es nicht an, sondern nur auf das Verschulden des Betriebsinhabers bei der Vernachlässigung seiner Aufsichtspflicht. So kann eine vorsätzliche Aufsichtspflichtverletzung nach § 130 OWiG vorliegen, selbst wenn der Handelnde nur fahrlässig gehandelt hat (Beispiel: der Betriebsinhaber lässt eine Zollanmeldung bewusst von einem gutgläubigen Mitarbeiter falsch abgeben). Wird eine Norm, die nur vorsätzlich verwirklicht werden kann (z. B. Sachbeschädigung), von einem Mitarbeiter auf Grund einer Aufsichtspflichtverletzung fahrlässig begangen, so kann der Betriebsinhaber trotzdem wegen dieser Aufsichtspflichtverletzung belangt werden, wenn er durch Wahrnehmung seiner Pflichten dieses hätte verhindern können (Beispiel: ein Mitarbeiter, der keinen Staplerfahrerschein hat, beschädigt aus Versehen durch einen Bedienfehler des Staplers ein fremdes Fahrzeug; hätte der Betriebsinhaber dafür gesorgt, dass nur Personen, die im Umgang mit Flurförderzeugen sachkundig sind, die Stapler fahren, hätte er dies verhindern können; die Aufsichtspflichtverletzung ist zu bejahen).

## Versuch
Ist die Zuwiderhandlung nur versucht worden, ist der § 130 OWiG nur dann einschlägig, wenn auch der Versuch mit Strafe bedroht ist.

## Antragsdelikte
Ist die Zuwiderhandlung ein Antragsdelikt, so kann gemäß § 131 Abs. 2 OWiG auch nur die Aufsichtspflichtverletzung auf Antrag verfolgt werden.

## Art und Umfang der Aufsichtsmaßnahmen
Art und Umfang der Aufsichtsmaßnahmen werden vom Gesetz nicht näher definiert. Sie sind dem jeweiligen Einzelfall anzupassen, insbesondere dem Grad der Gefahr, dass eine Zuwiderhandlung begangen werden könnte, der Größe der Organisation, der Komplexität der zu überwachenden Aufgaben und schließlich auch ihrer praktischen Durchführbarkeit. Hierbei sind auch Krankheitsfälle, Urlaub und eine längere Abwesenheit des Betriebsinhabers zu berücksichtigen. Als Maß für die angemessene Aufsicht kann in der Regel die Aufsicht eines sorgfältigen Angehörigen des jeweiligen Tätigkeitsbereiches angenommen werden. Es müssen durchführbare und zumutbare Organisationsmaßnahmen ergriffen werden, die zur Beachtung der einschlägigen Vorschrift erforderlich und geeignet sind, ohne dass eine Behörde dem Betriebsleiter vorschreiben muss, wie er seinen Betrieb zu führen hat. Grundsätzlich müssen die Aufsichtsmaßnahmen so gestaltet sein, dass davon auszugehen ist, dass im Betrieb sämtliche Vorschriften aller Voraussicht nach eingehalten werden. Hierbei muss allerdings die Eigenverantwortung der Betriebsangehörigen berücksichtigt werden. Die Aufsichtsmaßnahmen müssen auch auf die Würde der Betriebsangehörigen und auf ein annehmbares Betriebsklima Rücksicht nehmen.
Ist der Betrieb bereits durch Unregelmäßigkeiten aufgefallen, ist eine gesteigerte Aufsichtspflicht vonnöten, um eine Wiederholung zu vermeiden. Dies ist schon dann der Fall, wenn mit einem Verstoß gerechnet werden muss, z. B. bei fachlich ungeeignetem/ungelerntem Personal. Werden in dem Betrieb Rechtsvorschriften berührt, deren Nichteinhaltung zu erheblicher Gefährdung oder Schäden an der Allgemeinheit führen können, so ist ebenfalls eine gesteigerte Aufsichtspflicht angezeigt. Auch bei Vorschriften, die sich häufig ändern, oder bei schwierigen Rechtsfragen ist eine besonders sorgfältige Aufsichtspflicht vonnöten. Ändert sich die Sachlage hingegen zum Positiven (z. B. die Einarbeitungsphase eines neuen Mitarbeiters ist vorbei und dieser in seinem Gebiet sattelfest), kann die Aufsicht wieder auf ein normales Maß zurückgenommen werden. Die Entscheidung über diese Dinge obliegt dem Betriebsinhaber.

## Aufsichtspersonen
Ist der Betriebsinhaber wegen der Größe oder des Umfangs seines Betriebes nicht in der Lage selbst seiner Aufsichtspflicht nachzukommen, so hat er Aufsichtspersonen zu bestellen. Die Auswahl dieser Personen unterliegt einer gesteigerten Sorgfaltspflicht im Vergleich zur Anstellung normaler Mitarbeiter, insbesondere die Überprüfung des beruflichen Werdeganges, der Fachkenntnis und der persönlichen Zuverlässigkeit. Diese Aufsichtspersonen sind vom Betriebsinhaber ständig zu überwachen. Diese Überwachung kann auch durch Stichproben erfolgen. Ist auch dies durch die Größe des Betriebes nicht möglich, so ist eine Revisionsabteilung einzurichten.
Die Aufsichtspersonen sind vom Betriebsinhaber über ihre Pflichten genau zu belehren, es sei denn, diese Kenntnisse sind Teil ihres nachgewiesenen Fachwissens. Der Betriebsinhaber hat also stets die Organisationspflicht in seinem Unternehmen. Dies bedeutet im Umkehrschluss, dass ein Organisationsmangel im Unternehmen ebenfalls eine Pflichtverletzung im Sinne des § 130 OWiG darstellt. Daher sind in Großbetrieben genaue Organisationsanordnungen und schriftlich festgehaltene Organisationspläne (Geschäftsverteilungsplan) nötig, um zeigen zu können, dass diesen Pflichten hinreichend genüge getan wurde. Lässt sich nicht feststellen in wessen Zuständigkeitsbereich eine Zuwiderhandlung begangen wurde liegt schon regelmäßig ein Organisationsmangel vor. Dies ist auch der Fall, wenn die Verantwortung zu weit unten in der Hierarchie liegt oder die beauftragte Person erkennbar überfordert ist. Die Oberaufsicht verbleibt stets beim Betriebsinhaber, der sich regelmäßig auch persönlich von der Einhaltung der Vorschriften zu überzeugen hat.

## Daueraufsichtspflichtverletzung
Liegt eine Aufsichtspflichtverletzung über einen begrenzten Zeitraum vor und wurden in diesem Zeitraum mehrmals die gleichen oder ähnliche Zuwiderhandlungen begangen, so ist nur eine Geldbuße festzusetzen. Liegt hingegen ein dauerhaftes Desinteresse an der Einhaltung der Vorschriften von Seiten des Betriebsinhabers vor, so handelt es sich nicht um eine Dauerpflichtverletzung und die Verstöße sind einzeln zu ahnden. Handelt es sich um zeitlich nahe beieinanderliegende Verstöße gegen verschiedene Rechtsvorschriften, so ist im Allgemeinen von einzelnen Aufsichtspflichtverletzungen auszugehen, die einzeln geahndet werden.

## Beispiel aus der Praxis
Eine Firma importiert aus China eine Warenzusammenstellung aus einem Bekleidungsoberteil und einem -unterteil, welche in einer Verpackung für den Einzelverkauf aufgemacht sind im Wert von etwa 100.000 €. Diese Waren werden als „Trainingsanzüge“ bei der zuständigen Zollstelle angemeldet und zum zollrechtlich freien Verkehr abgefertigt. Die Einfuhr von Trainingsanzügen ist gemäß § 10 Außenwirtschaftsgesetz (AWG) a.F. in Verbindung mit der Einfuhrliste genehmigungsfrei zulässig.
Bei einer späteren Überprüfung wird festgestellt, dass die Waren keine verengenden Bündchen an den Ärmeln bzw. Beinen und der Taille haben. Die Waren sind somit keine Trainingsanzüge im Sinne des Zolltarifes und müssen getrennt als Oberteile und Unterteile mit je hälftigem Wert angemeldet werden. Diese Ober- und Unterteile sind aber Waren der Textilkategorien 5 bzw. 6 und somit Einfuhrgenehmigungspflichtig.
Die Waren wurden also ungenehmigt eingeführt. Dies ist eine Ordnungswidrigkeit gemäß § 82 Abs. 3 AWV und kann gemäß § 19 Abs. 4 Nr. 2 und Abs. 6 AWG mit einer Geldbuße von bis zu 30.000 € geahndet werden.
Solche Verstöße werden von der Zollstelle an die zuständige Verwaltungsbehörde, im Falle von Verstößen gegen das AWG ist dies die Oberfinanzdirektion (OFD), gemeldet. Diese entscheidet dann über das weitere Verfahren.
Die OFD leitet ein Bußgeldverfahren ein. Dieses leitet sie gegen die Geschäftsführung der einführenden Firma wegen des Verdachts der Aufsichtspflichtverletzung ein und nicht gegen den zuständigen Zollsachbearbeiter der Firma wegen der ungenehmigten Einfuhr. Die Geschäftsleitung hätte dafür sorgen müssen, dass der Mitarbeiter keine Falschanmeldung abgibt. Dies wird auch aus praktischen Erwägungen durchgeführt, da der Mitarbeiter nicht die nötige Finanzkraft besitzt, um ein angemessenes Bußgeld zu zahlen. Weiterhin ist auch die Firma der Nutznießer der Tat, da sie so ohne eine Einfuhrgenehmigung Besitz an der Ware erlangt hat. Da es gerade bei großen Firmen nicht immer eindeutig ist, welches Mitglied der Geschäftsführung die Aufsichtspflichtverletzung zu verantworten hat, wird meist die Nebenbeteiligung des Unternehmens gemäß § 30 i. V. m. § 88 OWiG angeordnet. Die Firma muss somit für gegen die Geschäftsführung verhängte Bußgelder aufkommen.
Für die Erteilung der Einfuhrgenehmigung hätte die Firma eine Ausfuhrgenehmigung der chinesischen Behörden vorlegen müssen. Die Ausstellung einer solchen Genehmigung ist an die Zahlung von Exportlizenzgebühren (Quotakosten) gebunden. In diesem Fall hätten die Quotakosten etwa 120.000 € betragen (Bei Waren der Kategorie 5 liegt der Preis oft unter den Quotakosten, was einen besonderen Anreiz für Verstöße in diesem Segment bietet).
Da das Bußgeld gemäß § 17 Abs. 4 OWiG den wirtschaftlichen Vorteil des Täters abschöpfen soll, wird es nicht unter 120.000 € ausfallen, es sei denn, die wirtschaftlichen Verhältnisse des Täters lassen eine so hohe Zahlung nicht zu.

## Beispiel Abgasskandal
Im Abgasskandal wurde 2018 von der Staatsanwaltschaft Braunschweig gegen VW ein Bußgeldbescheid wegen Verletzung der Aufsichtspflicht erlassen (§§ 30, 130 OWiG). Zugrunde lag ein Verstoß gegen § 27 der EG-Fahrzeuggenehmigungsverordnung (EG-FGV), der bußgeldbewehrt ist (§ 37 EG-FGV). Die diesbezügliche Aufsichtspflicht wurde verletzt (§ 130 OWiG), und diese Aufsichtspflichtverletzung war dem Unternehmen zuzurechnen (§ 30 OWiG). Die Höhe der Geldbuße setzt sich zusammen aus einem Ahndungsteil von 5 Millionen Euro (Obergrenze auch bei einer fahrlässigen Straftat, vgl. § 30 Abs. 2 S. 1 Nr. 2 OWiG) sowie einem Abschöpfungsteil (§ 17 Abs. 4 OWiG) von 995 Millionen Euro.
Im September 2019 wurde gegen Daimler AG wegen Aufsichtspflichtverletzung ein Bußgeld von 870 Millionen Euro verhängt.